# Tricentra aurata
Tricentra aurata là một loài bướm đêm trong họ Geometridae.